# Zorica Vojinović
Zorica Vojinović (Crvenka, 27 de junho de 1958) é uma ex-handebolista profissional iugoslava, medalhista olímpica.
Zorica Vojinović fez parte da geração medalha de prata em Moscou 1980, com 5 partidas e 2 gols.